# 能登櫻和也
能登櫻 和也（のとざくら かずや、1985年9月23日 - ）は、石川県鳳至郡能都町（現在の鳳珠郡能登町）出身で阿武松部屋に所属していた元大相撲力士。本名は島 和也（しま かずや）。現役時代の体格は身長177cm、体重137kg、血液型はO型。最高位は西幕下23枚目（2011年7月場所、2013年9月場所）。押し相撲を得意としていた。

## 来歴
能都町立能都中学校在学中に相撲を始める。金沢学院大学附属金沢東高校（現在の金沢学院大学附属高等学校）相撲部を経て角界入りし、2004年1月場所で初土俵を踏む。同期入門には嘉風、玉鷲らがいる。初めて序二段に上がった同年5月場所12日目、君島との6番相撲に二丁投げで敗れた際に負傷したため、13日目の竜聖戦（不戦敗）と翌場所を休場、序ノ口へ落ちる。復帰2場所目の同年11月場所では序二段優勝をし、翌場所は初めての三段目昇進。しばらく三段目に定着していたが、2006年11月場所5日目の男佑戦に上手投げで敗れた際に負傷。8日目の南海力戦（不戦敗）から休場。翌場所も復帰できなかったため序二段へ陥落し、昇降格を繰り返した時期もあった。2008年7月場所に初めて三段目上位へ上がったのを機に、それまで本名をそのまま使用していた四股名を、郷里の名を入れた能登櫻へ改名する。改名場所こそ勝ち越すものの、その後は成績不振の場所も続き、序二段へ降格したが、2010年5月場所では6勝1敗と大勝ちし、翌7月場所では三段目中位まで番付を戻した。
しかし、その場所前に大相撲野球賭博問題が発生。能登櫻も野球賭博に関与していたとして謹慎休場することとなり、翌場所は序二段へ再び降格。それ以降は勝ち越しを続けて2011年5月技量審査場所では7年以上かかってようやく初の幕下昇格となった。しかし、この昇格場所が最後の勝ち越しとなったまま、翌7月場所から負け越しが続き、2012年3月場所では三段目に降格した。同年9月場所で4場所ぶりに幕下復帰。したが、2013年5月場所で再び三段目に降下。しかし陥落2場所目の7月場所は7戦全勝で三段目優勝を飾り、幕下復帰も決めた。
2015年は1月場所をインフルエンザのため途中休場。3月場所で左膝後十字靭帯を断裂する大怪我を負って途中休場すると、5月場所も出場することができずに全休。土俵に復帰することはできずにこの場所限りで現役を引退した。
引退後は郷里に戻って社会勉強のため工場に勤務する予定だという。相撲以外では相撲甚句が上手く、巡業先や花相撲での歌い手に選ばれていた経験を生かして、地元に帰った後も歌っているだろうと話している。

## 略歴
- 初土俵 : 2004年1月場所
- 序ノ口 : 2004年3月場所
- 序二段 : 2004年5月場所
- 三段目 : 2005年1月場所
- 幕下 : 2011年5月技量審査場所

## 主な成績
- 通算成績：217勝216敗36休（68場所）
- 各段優勝：三段目1回（2013年7月場所）、序二段1回（2004年11月場所）

### 場所別成績
| | 一月場所 初場所（東京）   | 三月場所 春場所（大阪） | 五月場所 夏場所（東京）  | 七月場所 名古屋場所（愛知）   | 九月場所 秋場所（東京） | 十一月場所 九州場所（福岡） |
| --- | ------------------------- | ----------------------- | ------------------------ | ----------------------------- | ----------------------- | --------------------------- |
| 2004年 （平成16年） | （前相撲）                | 東序ノ口29枚目 5–2      | 東序二段83枚目 3–4       | 東序二段100枚目 休場 0–0–7    | 西序ノ口40枚目 6–1      | 東序二段76枚目 優勝 7–0     |
| 2005年 （平成17年） | 東三段目74枚目 4–3        | 西三段目55枚目 1–6      | 西三段目89枚目 4–3       | 西三段目71枚目 4–3            | 東三段目56枚目 4–3      | 西三段目41枚目 2–5          |
| 2006年 （平成18年） | 西三段目65枚目 2–5        | 西三段目86枚目 4–3      | 東三段目68枚目 3–4       | 西三段目81枚目 4–3            | 東三段目63枚目 5–2      | 西三段目32枚目 1–3–3        |
| 2007年 （平成19年） | 西三段目65枚目 休場 0–0–7 | 西序二段25枚目 5–2      | 西三段目93枚目 2–5       | 西序二段12枚目 5–2            | 東三段目80枚目 4–3      | 東三段目61枚目 4–3          |
| 2008年 （平成20年） | 西三段目44枚目 4–3        | 西三段目26枚目 1–6      | 西三段目65枚目 6–1       | 東三段目12枚目 4–3            | 東三段目2枚目 3–4       | 東三段目14枚目 2–5          |
| 2009年 （平成21年） | 西三段目43枚目 2–4–1      | 東三段目68枚目 4–3      | 東三段目52枚目 5–2       | 西三段目26枚目 1–6            | 東三段目64枚目 1–6      | 西三段目98枚目 5–2          |
| 2010年 （平成22年） | 東三段目66枚目 1–6        | 西序二段2枚目 3–4       | 西序二段21枚目 6–1       | 東三段目59枚目 出場停止 0–0–7 | 西序二段19枚目 4–3      | 東三段目99枚目 6–1          |
| 2011年 （平成23年） | 東三段目38枚目 6–1        | 八百長問題 により中止   | 西幕下52枚目 5–2         | 西幕下23枚目 3–4              | 東幕下30枚目 3–4        | 東幕下36枚目 3–4            |
| 2012年 （平成24年） | 東幕下43枚目 2–5          | 西三段目6枚目 2–5       | 西三段目36枚目 4–3       | 東三段目21枚目 5–2            | 西幕下58枚目 4–3        | 西幕下48枚目 4–3            |
| 2013年 （平成25年） | 西幕下40枚目 3–4          | 東幕下48枚目 2–5        | 西三段目17枚目 3–4       | 東三段目33枚目 優勝 7–0       | 西幕下23枚目 1–6        | 西幕下48枚目 5–2            |
| 2014年 （平成26年） | 西幕下27枚目 2–5          | 東幕下43枚目 2–5        | 西三段目7枚目 3–4        | 東三段目22枚目 4–3            | 西三段目10枚目 6–1      | 東幕下34枚目 1–6            |
| 2015年 （平成27年） | 東三段目3枚目 0–6–1       | 西三段目53枚目 0–3–4    | 東序二段4枚目 引退 0–1–6 | x                             | x                       | x                           |
| 各欄の数字は、「勝ち-負け-休場」を示す。 優勝 引退 休場 十両 幕下 三賞：敢=敢闘賞、殊=殊勲賞、技=技能賞 その他：★=金星 番付階級：幕内 - 十両 - 幕下 - 三段目 - 序二段 - 序ノ口 幕内序列：横綱 - 大関 - 関脇 - 小結 - 前頭（「#数字」は各位内の序列） |                           |                         |                          |                               |                         |                             |

## 四股名変遷
- 島 和也（しま かずや） 2004年1月場所 - 2008年5月場所
- 能登櫻 和也（のとざくら - ） 2008年7月場所 - 2015年5月場所